# Pseudopelagonema filiformis
Pseudopelagonema filiformis is een rondwormensoort uit de familie van de Oncholaimidae.